# Niederkirchnerstrasse
Niederkirchnerstrasse, (tysk: Niederkirchnerstraße), opkaldt efter Käthe Niederkirchner, kommunist og modstandskvinde mod nazismen, er en gade i Berlin som løber fra Wilhelmstrasse i øst til Stresemannstrasse i vest. Den ligger på grænsen mellem bydelene Mitte og Friedrichshain-Kreuzberg.
Gaden blev anlagt i 1891 og blev oprindelig givet navn efter prins Albrecht af Preussen, søn af Fredrik Vilhelm III der ejede Prinz-Albrecht-Palais på hjørne af denne gade og Wilhelmstrasse.
52°30′26″N 13°22′57″Ø / 52.5072°N 13.3825°Ø